# Système afocal
Pour les articles homonymes, voir afocal.
Un système afocal a comme propriété de laisser ressortir de façon parallèle après le système, des rayons qui sont parallèles entre eux avant le système. Les télescopes ou lunettes astronomiques par exemple sont des systèmes afocaux.

## Formule optique d'un système afocal
Un système afocal peut être réalisé avec deux lentilles. Il suffit alors de faire coïncider le point focal image de la première lentille avec le point focal objet de la seconde. Dans ce cas la première lentille est appelée objectif et l'autre oculaire. Une formulation optique regroupant une lentille convergente et une lentille divergente dont le foyer image de l'une est confondu avec le foyer objet de l'autre est possible. Cette formulation permet de réduire l'encombrement du système. Mais selon la combinaison des lentilles, ce rayon se sera rapproché ou éloigné de l'axe optique. 
Si les rayons entrent parallèles entre eux sous un angle α et ressortent parallèles entre eux sous un autre angle α' mesuré par rapport à l'axe optique des 2 lentilles, on peut alors définir le grandissement angulaire : G= α'/α et l'élargissement du faisceau G= F/f, avec F distance focale de l'objectif et f distance focale de l'oculaire. Le rapport des tailles du faisceau en entrée et en sortie vaut : 1/G

## Le téléobjectif
Un téléobjectif est formé par un système convergent devant lequel on place un système afocal, de ce fait, l'angle de champ est réduit, ainsi, on obtient un objectif qui produit un grandissement identique à une longue focale normale, mais dont l'encombrement est réduit.

## Télescopes
Un télescope (ou une lunette astronomique) est un système afocal puisqu'il permet de conjuguer un objet à l'infini — une étoile, une planète, une galaxie… — avec l'œil. L'image obtenue par un télescope est située à l'infini, afin d'obtenir un confort visuel pour l'utilisateur. En effet, ainsi, son œil n'a pas à accommoder. Les images obtenues sont généralement inversées - à moins d'utiliser un redresseur d'images qui a pour inconvénient de perdre de la lumière.